# Budapest története

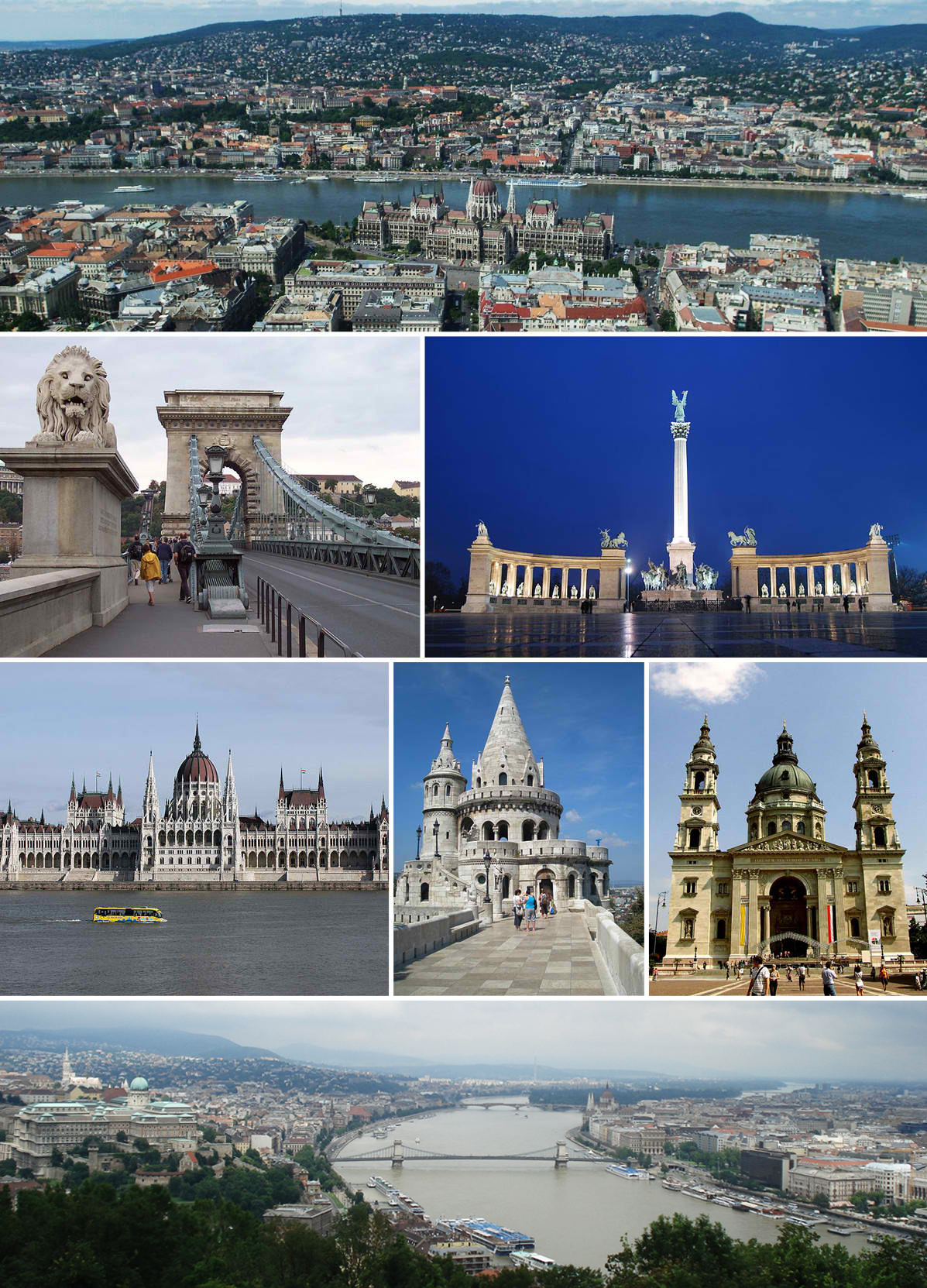
Budapest-montázs

A mai Budapest 1873. november 17-én jött létre a Duna bal partján fekvő Pest, valamint a jobb partján elterülő Buda és Óbuda városának egyesítésével. 1950. január 1-jén a Budapest környezetében lévő települések hozzácsatolásával létrejött az úgynevezett Nagy-Budapest, amelynek lakossága az 1980-as években majdnem elérte a 2,1 millió főt.
A város eredetével kapcsolatban vannak bizonytalanságok, az elfogadott álláspont a régészeti adatok mellett elsősorban a krónikák feljegyzésein alapul.

## Római kor és népvándorlás

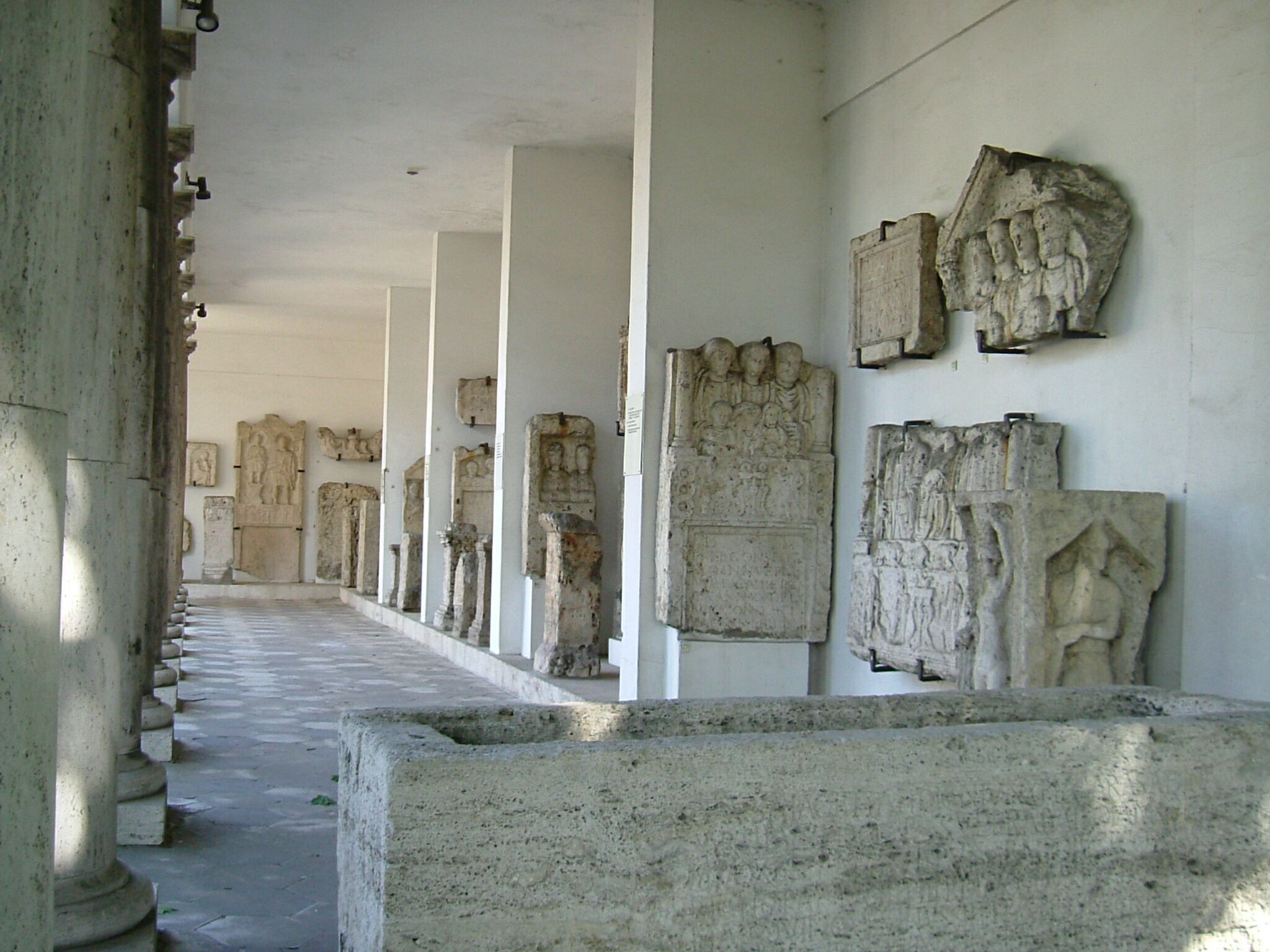
Ókori emlékek az Aquincumi Múzeum lapidáriumában

A mai Budapest területének írásos történelme a római helyőrséggel, Aquincummal kezdődik, amelyet i. sz. 89 körül alapítottak a Duna nyugati partján (a mai Óbuda területén). Aquincum i. sz. 106-tól a 4. század elejéig a kettéosztott Pannonia tartomány egyik részének, Alsó-Pannóniának (Pannonia Inferior) a központja volt. Lakossága 20 000 fő körüli volt. A mai Óbudai-szigeten épült helytartói palotában olykor maguk a római császárok is megfordultak.
A modern város területén több római segédcsapat (auxiliáris) tábora (Albertfalva, Campona) és ellenerőd (például Contra-Aquincum) is megtalálható.
A 4. századtól a Római Birodalom ereje gyengült, a hun támadásoknak már nem tudott ellenállni. A német Nibelung-ének és a középkori magyar krónikák úgy tudják, hogy itt, a Duna partján épült fel Attila vára, Etelburg. Miután a hunok birodalma is szétesett, germán törzsek, majd az avarok uralták a vidéket. A térségben a népvándorlás során több nép, köztük a szlávok is megtelepedtek. A honfoglaló magyarok a 880-as években jelentek meg itt.

## A honfoglalástól a török hódoltságig

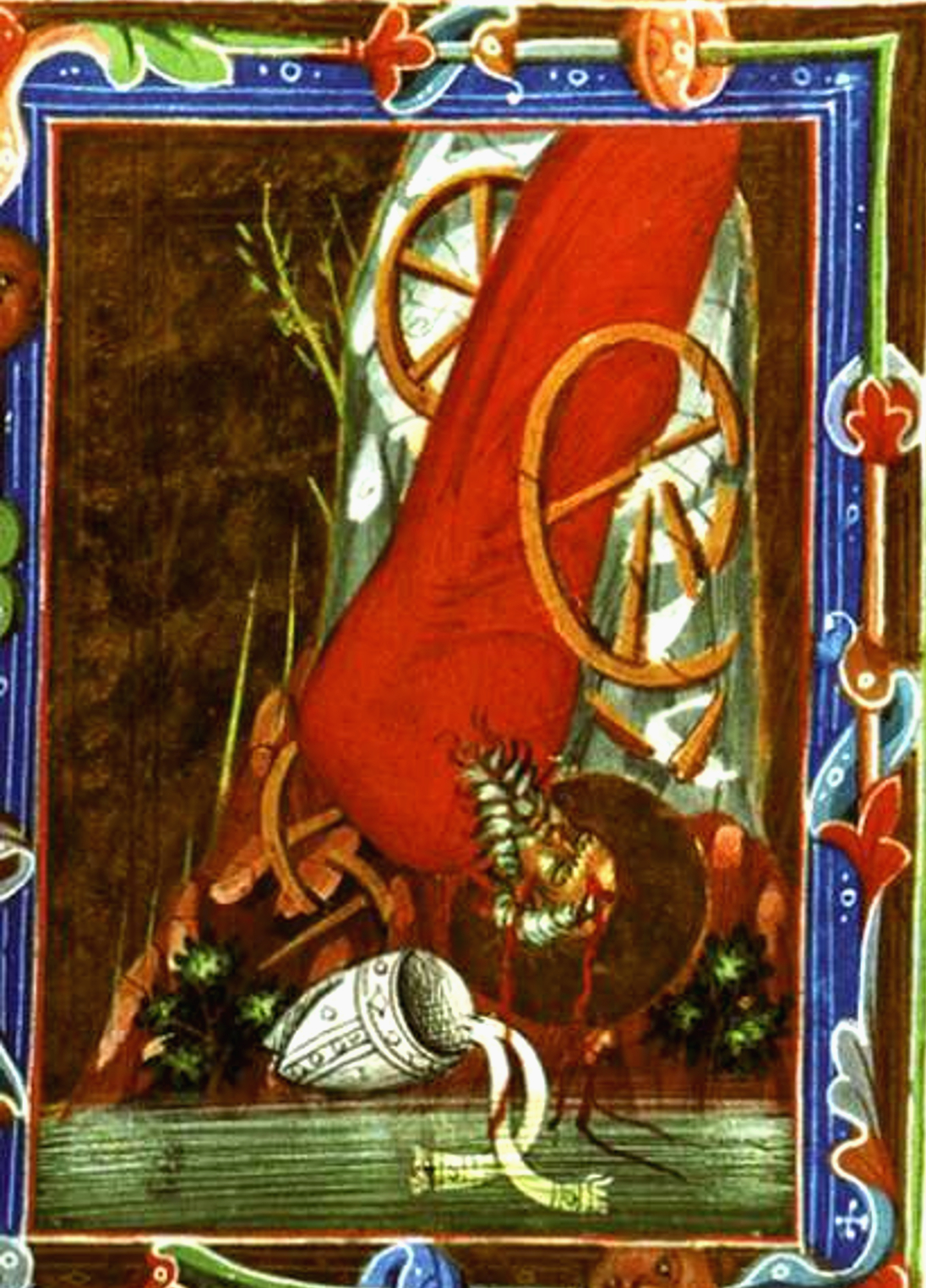
Szent Gellért megölése, illusztráció a Magyar Anjou-legendáriumban

A városhoz kapcsolódik Gellért püspök legendája, akit a Vata-féle lázadás során pogány martalócok a mai Gellért-hegy (az akkori Pest-hegy) oldalában (talyigán vagy hordóban a mélybe taszítva) gyilkoltak meg és ennek emlékét őrzi a 235 méteres magaslat mai neve.
Boldog Gellért pedig, mivel alacsony termetű volt, és Isten szolgálatában minden erejét elemésztette az utolsó lobbanásig, kocsiba ült. Mikor aztán a pesti révhez értek, íme, öt istentelen ember, Vata meg cinkosai, teli ördögökkel, akiknek magukat odaadták, rárohantak a püspökökre és társaikra, és köveket zúdítottak rájuk. Boldog Gellért pedig azokat, akik köveket vetettek rájuk, a kereszt jelével jelölte meg szüntelen, s István első vértanú példáját követve, mint Pannónia első vértanúja letérdepelt a földre és fölkiáltott nagy szóval mondván: „Úr Jézus Krisztus, ne számítsd ezt bűnüknek, mert nem tudják, hogy mit cselekszenek.” […]. De mikor azok ezt látták, még sokkal inkább őrjöngtek, rátámadtak és a Duna partjára kiborították a kocsiját, ott kihúzták belőle, és kordéra rakva, legördítették a Kelen-hegyről, s mivel még mozgott, mellét lándzsával átszúrták, aztán egy kőre vonszolták, és összetörték a koponyáját. Így költözött át Krisztus dicsőséges vértanúja evilág viszontagságai közül az örök boldogságba az Úrnak 1047. esztendejében. A Duna mindig kiáradt, de a kőről, amelyen Szent Gellért koponyáját összetörték, hét éven át nem tudta lemosni a vért, akkor a papok fölszedték azt a véres követ. 
Óbuda és Pest római öröksége, a sok ezer épület romja évszázadokon át látható volt, az Árpád-korban azonban a helyükön fokozatosan igazi, nyüzsgő középkori városok épültek. Óbuda úthálózata a római korból maradt fenn, lakossága szőlőműveléssel foglalkozott. Területén egyházi birtokok alakultak ki, a 13. században pedig vár épült. 1223-ban a városban nagy tűzvész pusztított. Pestet a 12. században már fal vette körül, 1230-ban pedig kiváltságlevelet kapott II. Endrétől.
IV. Béla király 1241-ben Pestről indult a tatárok ellen. A vesztes csata után a tatárok felégették Pestet, majd 1241/42 telén átkeltek a befagyott folyón, és Óbudát is elpusztították. A két város teljes lakosságát meggyilkolták. A pestieket például a város nagytemplomában, a mai Belvárosi plébániatemplomban koncolták fel, ahol imádkozva menedéket kerestek.
Miután visszatért, a király kővárat és Újbuda néven új várost építtetett az úgynevezett Pest-hegyen, a mai Várhegyen (1247 és 1265 közt). Ezek voltak itt az első városias épületek, a későbbi Budai Várnegyed alapját képezve. IV. Béla várkastélyát, amely a mai Mátyás-templom közelében állt, már jobban lehetett védeni támadások esetén, mint az alacsonyabban fekvő óbudai várat. (Annak feltételezett romjait is feltárták a régészek.)
IV. Béla, a tatárjárás alatt tett fogadalmához híven, az egyháznak ajándékozta a Nyulak szigetét (helyesebben a Leprás-, a mai Margit-szigetet), és az itt épült Domonkos-rendi apácakolostorban helyezte el legkisebb leányát, Margitot, aki a város híres szentje lett.

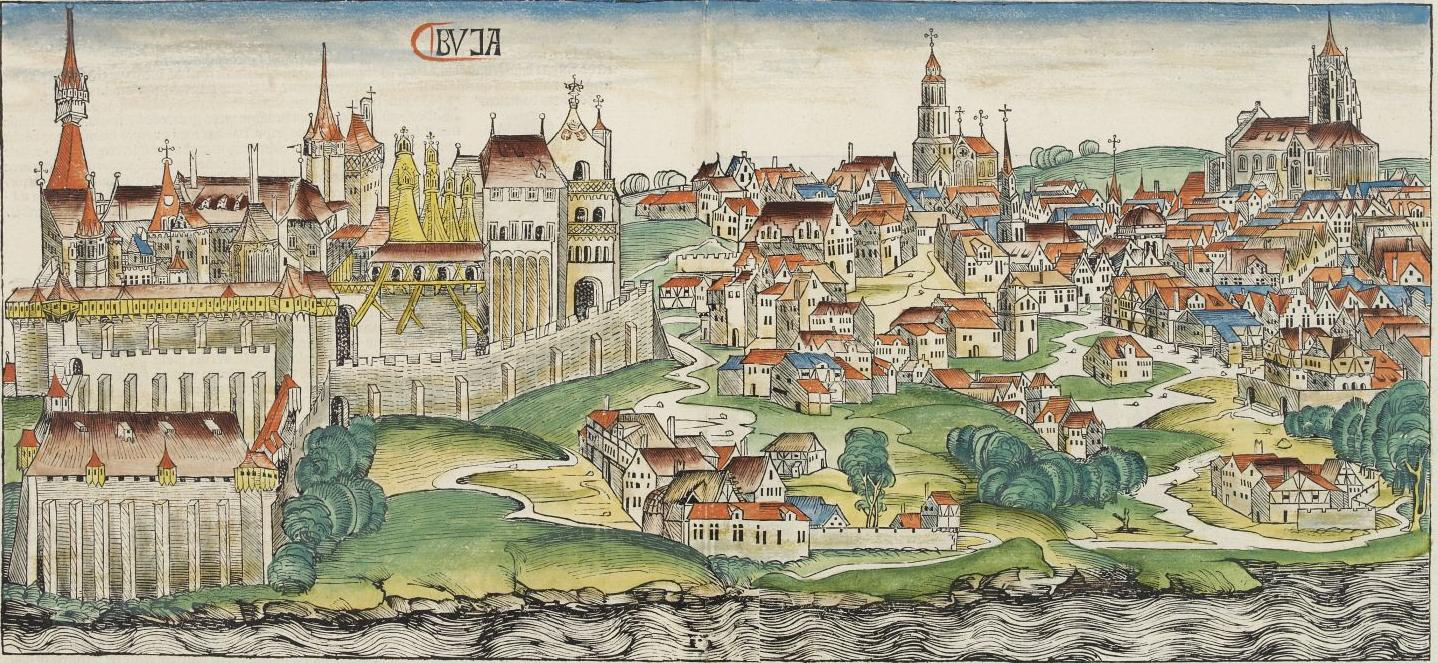
A budai vár 1493-ban

Az Árpád-ház kihalása után Buda Vencelt támogatta a pápa által pártfogolt Károly Róberttel szemben, ezért a pápa egyházi átokkal sújtotta a várost, a budai plébános pedig viszonzásul a pápát. 1302-ben az Anjou-párti Csák nembéli Márk és báró Cseszneki Jakab fiai sikertelenül ostromolták a várat, de az épületekben nagy kárt okoztak, és a budai szőlőhegyet is elpusztították. Végül a városnak el kellett fogadnia a győztes Károly Róbertet. Fia, Nagy Lajos királyi székhellyé tette Budát. A település már igazi polgári város volt, nagy számban éltek itt kézművesek, iparosok, kereskedők. A magyarok mellett jelentős német, „latin” és zsidó lakossága is volt. A tatárdúlást nehezen kiheverő Pest lakossága is kezdett talpra állni, a 15. században visszanyerte a bíróválasztás jogát, és 1470 körül szabad királyi város lett.
Luxemburgi Zsigmond, majd Mátyás uralkodása a városok történelmének a török idők előtti fénypontja. Zsigmond egyetemet alapított Óbudán, 1389-ben. Mátyás reneszánsz udvara nagy vonzerőt gyakorolt a kor művelt humanistáira, emelve a város és a királyi udvar kulturális színvonalát. 1473-ban az első budai nyomdában, Hess Andrásnál elkészült a Budai krónika. Mátyás halála után az országban feudális viszályok, gazdasági válság, majd a Dózsa György-féle parasztfelkelés rázta meg, a két város kultúrája azonban a Jagelló-ház budai uralkodása idején is tovább gyarapodott. A budai reneszánsz történeti emlékei ma a budai királyi palotában (Budapesti Történeti Múzeum), míg Pest reneszánsz emlékei a mai Belvárosi Plébániatemplomban láthatók. Ennek a fejlődésnek vetett véget a török hódoltság (1541).

## Más elképzelések
A város és nevének eredete kapcsán egyéb elképzelések is felmerültek, melyek a PIlis-kutatáshoz kapcsolódnak. Eszerint az ún. Ősbuda nem ott helyezkedett el, ahol ma állítják, és a város a pilisi "szakrális" központhoz kapcsolódott.

## Török kor, pusztulás és újratelepülés
1526-ban I. Szulejmán megindult Magyarország ellen. II. Lajos király Budáról indult a mohácsi csatába, melyben veszített. A csatavesztés hírére sokan elmenekültek a városokból. I. Szulejmán szeptemberben ért el Budára, amit felégetett, és kirabolta a királyi palotát is. A törökök ezután elhagyták a várost, ami rövid időn belül a Habsburg Ferdinánd és Szapolyai János közti pártharcok színhelyévé vált.
A törökök újabb hadjáratuk során 1541. augusztus 29-én csellel foglalták el a várost, amivel kezdetét vette a csaknem másfél évszázados török uralom kora. A török időkben Buda a budai vilajet székhelye és az Oszmán Birodalom nyugati részének egyik legjelentősebb települése lett, virágzó iparral és kereskedelemmel. A budai basa fényes udvara mellett számos mecset és fürdő épült (ezek megmaradt példái a Király, a Rudas és a Rác). Mint az ország más elfoglalt városait, Budát és Pestet is igyekeztek muzulmán várossá tenni, a keresztény templomok jó részét elvették, a keresztény népességet éppen csak megtűrték, és keményen megadóztatták. Melléjük nagyszámú muszlim és zsidó lakosság települt a városba. Pest eközben rohamosan veszített jelentőségéből, kereskedelmi központ szerepe is megsínylette a török megszállást.
1686. szeptember 2-án több eredménytelen kísérlet után a Habsburgoknak Lotaringiai Károly vezetésével végül sikerült visszafoglalniuk Budát és Pestet, de ezért nagy árat kellett fizetni. A kegyetlen háborúban a teljes lakosságot – muszlimokat, keresztényeket és zsidókat – elpusztították, Pest városa és a sokak által dicsért szépségű török kori Buda – szó szerint – a földdel vált egyenlővé. Werlein János István inspektor 1686. szeptember 29-én hivatalos jelentést küldött az Udvari Kamarának, melyben a többek közt a következőket írta: „Nincs egyetlen tető, egyetlen szoba, még egy fagerenda sem: minden alapjáig, a pincéig égett le...”
A két város nehezen állt talpra, kiváltságleveleiket csak húsz év múlva kapták vissza. Az 1690-es évek elején csupán néhány száz német telepes tengődött a romok között, majd a 18. század első felében az újabb betelepülőkkel sem haladta meg a két város összlakossága a 20-24 000 főt. A németeken kívül szerbek és görögök is betelepedtek. A szerbek (rácok) Budán a Tabán városrészben laktak, Pesten pedig a mai Szerb utcai ortodox templom körül. A két város vidéki barokk kisvárosok jellegét öltötte, sok földszintes vagy egyemeletes házzal, sok kis térrel és sikátorral. A gazdasági élet alapját az átmenő forgalom; utazók, kereskedők és marhahajcsárok kiszolgálása adta, ugyanis az ország két fele között a pesti rév volt az egyik legforgalmasabb dunai átkelőhely. A pesti és a budai vásárokra emiatt az egész országból feljártak az árusok.
1692. április 25-től kezdődően a tanács megtiltotta a szemét utcán történő lerakását, a szabályszegők 20 tallért voltak kötelesek fizetni. 1697. május 31-én elrendelték a szalma- és nádfedelek elbontását, és egyúttal a strázsamestereket is utasították, hogy karhatalommal rombolják le az el nem bontott tetőket. 1700. június 20-án rendelték el az utcakövezést, minden ház előtt egy öl szélességben, s ezt a háztulajdonosok voltak kötelesek elvégeztetni. Ugyanebben az évben rendelet született a kémények kötelező kitéglázásáról is, ellenkző esetben a házat elkobozták. 1716-ban 395 ház állt Pesten, ezekben összesen mintegy 3000 fő lakott.
1773-ban megválasztották az első pesti polgármestert (addig bíró intézte a város ügyeit is). A felvilágosodás korában Buda kulturális élete fellendült. 1772-ben ugyanis megnyílt az első állandó, német nyelvű színház, majd 1777-ben Mária Terézia a várba költöztette a nagyszombati egyetemet, utódja, II. József pedig mérnökképző intézetet létesített. Nagy lépés volt a hajdani fővárosi rang visszaszerzése felé, amikor a király 1784-ben Budára helyezte az ország kormányaként működő Helytartótanácsot, és a Magyar Kamarát, bár az országgyűlések színhelye egyelőre Pozsony maradt. A városba települő új hivatalnokrétegnek és a természetes népszaporulatnak köszönhetően a 18. század végétől a lakosság is növekedni kezdett.
1795. május 20-án a budai vártól nyugatra eső katonai gyakorlótéren végezték ki Martinovics Ignácot és más jakobinus vezetőket. A területet azóta nevezik Vérmezőnek.
1799 júniusában a Városligetben 2000 napszámos munkálkodott a mocsaras terület lecsapolásán, úgy, hogy rajta keresztül csatornát ástak és két szigetet alakítottak ki. Ezeken elterítették a homokbuckákat, majd a planírozást követően négy sorban ültettek nyár- és vadgesztenyefákat.
1810-ben a vártól délre húzódó városrészben, a rácok által lakott Tabánban nagy tűzvész pusztított. (A Tabán az 1930-as évekig létezett, amikor is a házait lebontották. Ma park van a helyén.)

### Pest lakosai és házai számának alakulása[4]
|               | 1795   | 1814   |
| ------------- | ------ | ------ |
| Lakosok száma | 29 870 | 41 882 |
| Házak száma   | 2581   | 3325   |

### A közterületek és az épületek száma Pesten, 1822-ben[5]
|             | Terek és utcák | Házak |
| ----------- | -------------- | ----- |
| Belváros    | 51             | 695   |
| Lipótváros  | 30             | 385   |
| Terézváros  | 33             | 1679  |
| Józsefváros | 52             | 1166  |
| Ferencváros | 17             | 506   |
| Összesen    | 183            | 3829  |

## 19. század

### Reformkor

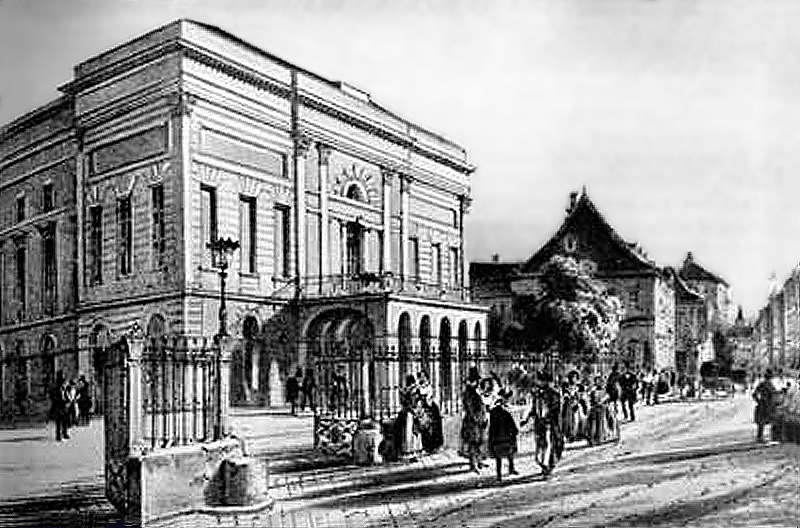
Az első Nemzeti Színház a mai Astoriával szemközt állt

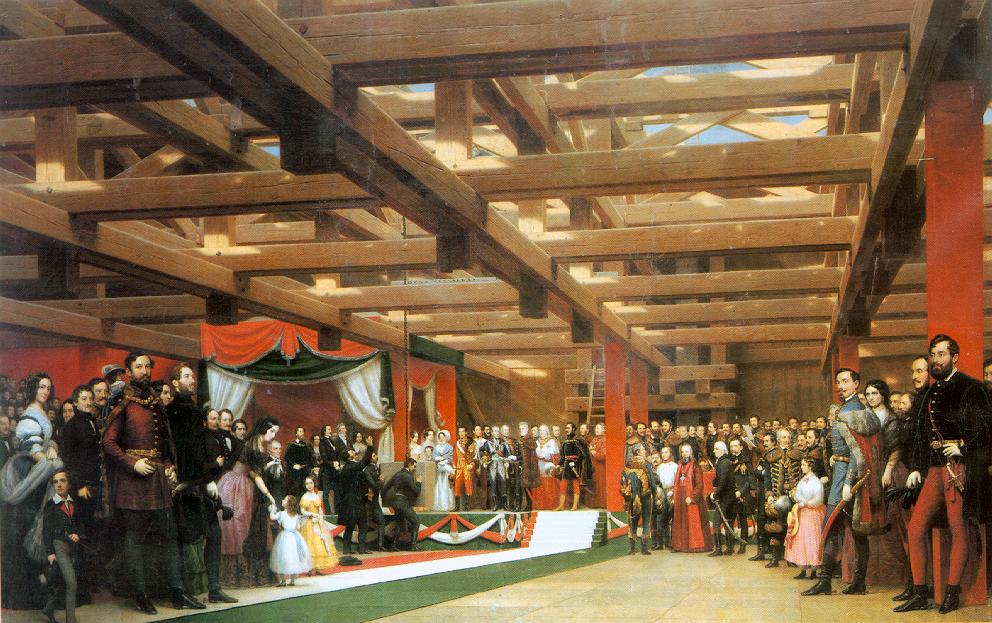
A Lánchíd alapkőletétele, 1842. augusztus 24. (Barabás Miklós festménye)

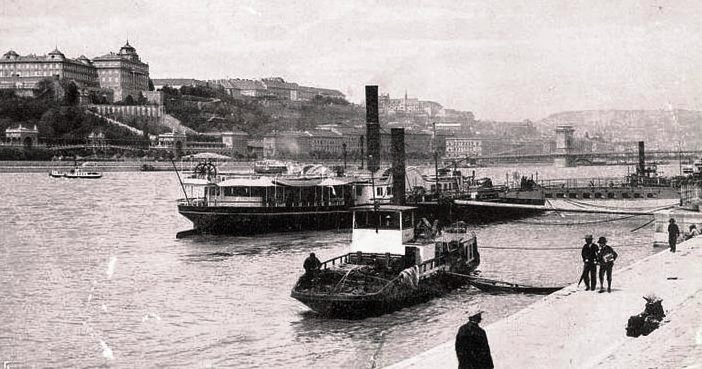
Budapest látképe, 1873

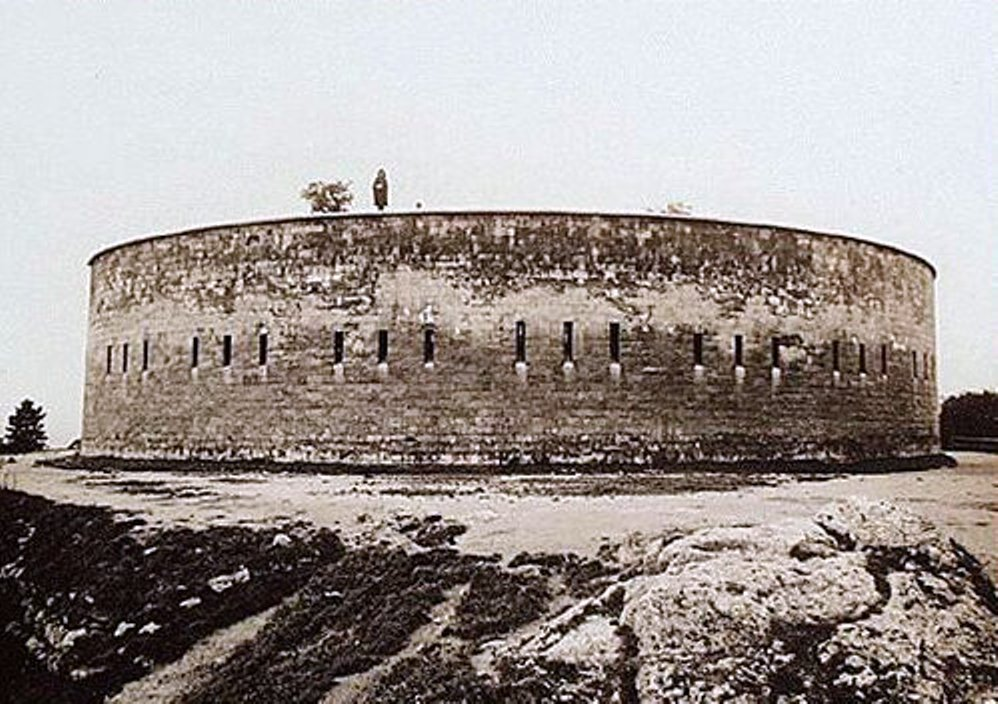
A Citadella északnyugati vége 1899-ben

Az igazi fejlődés azonban a reformkor idején vette kezdetét, amikor a nemesség tehetősebb tagjai egymás után építtették fel pesti és budai palotájukat. A város az irodalmi-szellemi élet központjává vált. Széchényi Ferenc megalapította a Magyar Nemzeti Múzeum elődjeként is hatalmas könyvtárát. A fia, Széchenyi István neve által fémjelzett új nemzeti mozgalom nem titkolt célja a hajdani dicső főváros feltámasztása volt. Ezt szolgálta a pesti Magyar Tudományos Akadémia alapítása (1825. november 3.) vagy a Nemzeti Színház, a Magyar Nemzeti Múzeum és a Széchenyi lánchíd építésének megkezdése is. A sikeres mozgalom eredményeként Pest-Buda vonzani kezdte az új betelepülőket, polgárokat, iparosokat Magyarországról és külföldről egyaránt.
Az 1830-as években a két város állandó lakossága már 150 000 körül volt, az „ingázó” birtokos nemesség családjait nem számítva. Ekkorra Pest az ország kereskedelmi központja lett. 1838 márciusában hatalmas árvíz pusztított, és a város épületeinek jelentős része romba dőlt. A korszak építkező lendületében azonban sikerült pár év alatt kiheverni a csapást, és nagyrészt az újjáépítés során nyerte el a város a mai szerkezetét. Ezután tették kötelezővé a kizárólag kőből-téglából való építkezést. A korábbi barokk városképet a klasszicista stílus váltotta fel, az egy-két emeletes apróbb házakat igazi városhoz méltó két-három emeletes paloták sokasága váltotta fel. A kor leghíresebb építésze Hild József volt, akinek számos lakóházát ma is megcsodálhatjuk.

### Pest-Buda, az új főváros
Az 1840-es évekre Buda és Pest politikailag, gazdaságilag és nem utolsósorban kulturális szempontból is az ország fővárosává fejlődött, a két város együttes lakossága 100 000 főre ugrott. Pest városában akkoriban összesen 5105 házszám volt, ebből 1186 még csak tervezett. Túlnyomó részt földszintes és kertes házak alkották a városképet. 1846-ban a közművek még hiányosak voltak, a város főcsatorna-hálózatának tervezésére bécsi szakértőket hívtak, ugyanis a legtöbb helyütt nyílt árkok bűzölögtek, a Király utcában még nem volt csatorna, másutt csak egy-egy vonal állt kiépítve. A Terézvárosban a legtöbb utcát és a gyalogjárókat már gránitkockákkal kövezték le, azonban a mellékutcák rendre hepe-hupásak, gyakran futóhomokosak, porosak, sárosak voltak.
1846. július 15-én megnyitották az első vasútvonalat Pest és Vác között, ez a nap a magyar vasút történelmének kezdete. 1848-ra gyakorlatilag elkészült a Széchenyi lánchíd is. Addig csak hajókkal, illetve ideiglenes pontonhidak segítségével lehetett átkelni a Dunán, az új híd azonban végre lehetővé tette a két testvérváros valódi összekapcsolását. Nem véletlen, hogy a város, illetve az egész korszak jelképe lett. Azonban nemcsak esztétikus külseje miatt figyelemre méltó, hanem mivel komoly technikai kísérletet is jelentett; ez volt a világ első ekkora méretű fémszerkezetes (óriás vasláncok által tartott) függőhídja. (Az addigi hasonló angliai lánchidak a jóval kisebb Temze folyón épültek.)
1848. március 15-én kitört a pesti forradalom, ami a Batthyány-kormány megalakulásához vezetett. 1848 júliusában megnyílt az első pesti országgyűlés és ezzel minden szempontból Pest-Buda vált az ország fővárosává. A szabadságharc eseményei során azonban 1849. január 5-én az osztrák császári sereg bevonult a városba, a pesti és budai polgárok számára szinte mindent megtiltottak, még az utcák és terek sem viselhették a magyar nevüket, visszaállították a régi német elnevezéseket. Az osztrákok a városban rendezték be katonai főhadiszállásukat. A Magyar Honvédség egyik legnagyobb sikere volt a tavaszi hadjárat során Pest visszafoglalása, majd a budai vár visszavétele, 1849 májusában. Nyáron újra császári kézre került a város, Pestre olasz csapatok jöttek. A szabadságharc leverése után Pest lett az osztrák elnyomó rendszer székhelye. A Gellért-hegy tetején ekkor épült a félelmetes erődítmény, a Citadella, ahonnan az osztrák katonaság állandó megfigyelés alatt tarthatta a lázadó magyar fővárost. 1849. október 6-án Batthyány Lajost, az első magyar miniszterelnököt a mai Szabadság tér helyén álló Újépület udvarán kivégezték.

### A világváros
Nem leszünk ezentúl sem budaiak, sem pestiek, hanem leszünk ezentúl budapestiek.

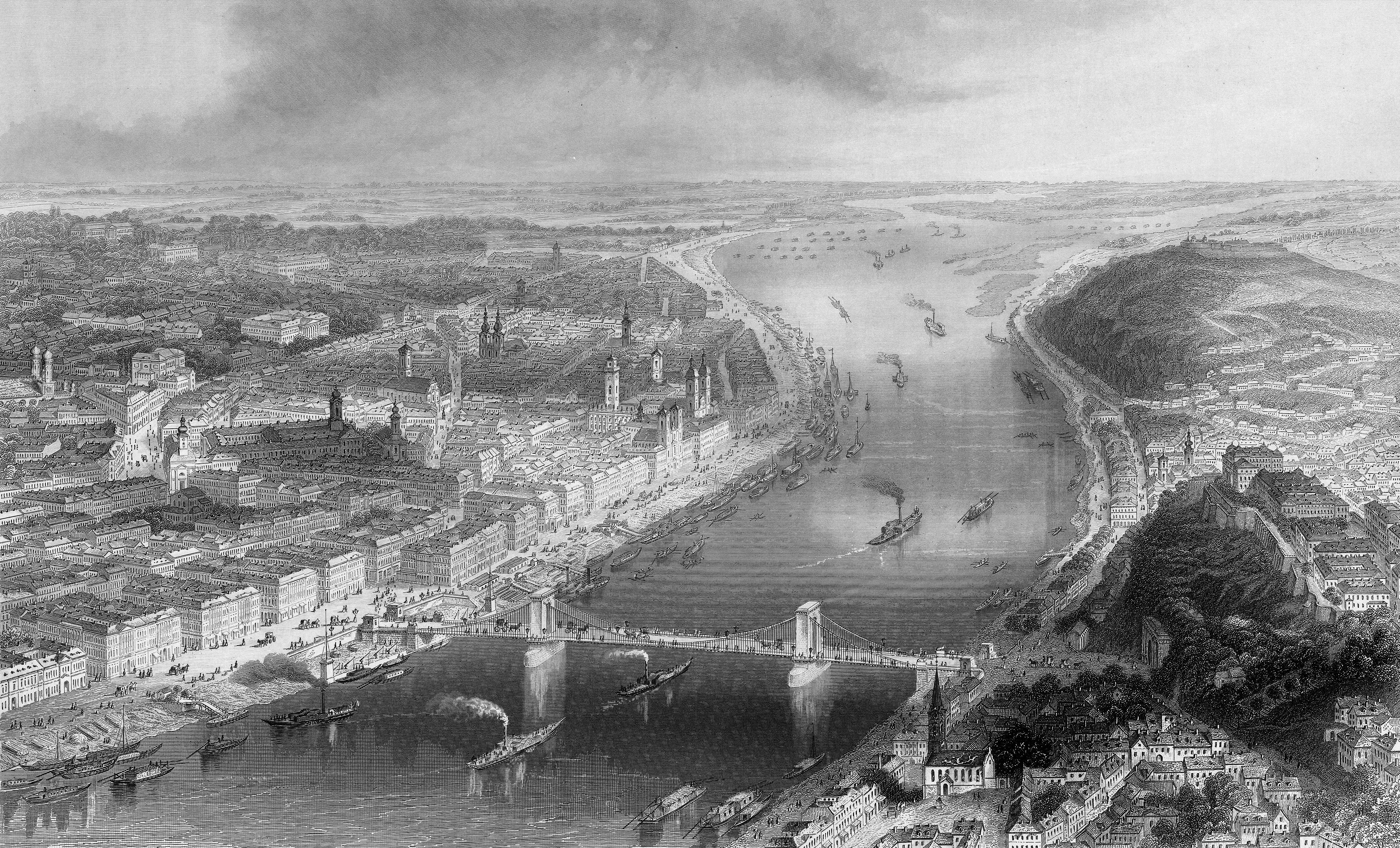
Budapest a világvárossá válásának kezdetén 1850 körül

A kiegyezést követő fél évszázadban, a második ipari forradalom korszakában az Osztrák–Magyar Monarchia egésze, így Budapest is gyorsan fejlődött. A 19. század második felére időszerűvé vált Buda és Pest szabad királyi fővárosok, a Pest-Pilis-Solt-Kiskun vármegyei Óbuda mezőváros és a Pest vármegyei Margit-sziget egyesítése, amit az országgyűlés 1872-ben meg is szavazott. 

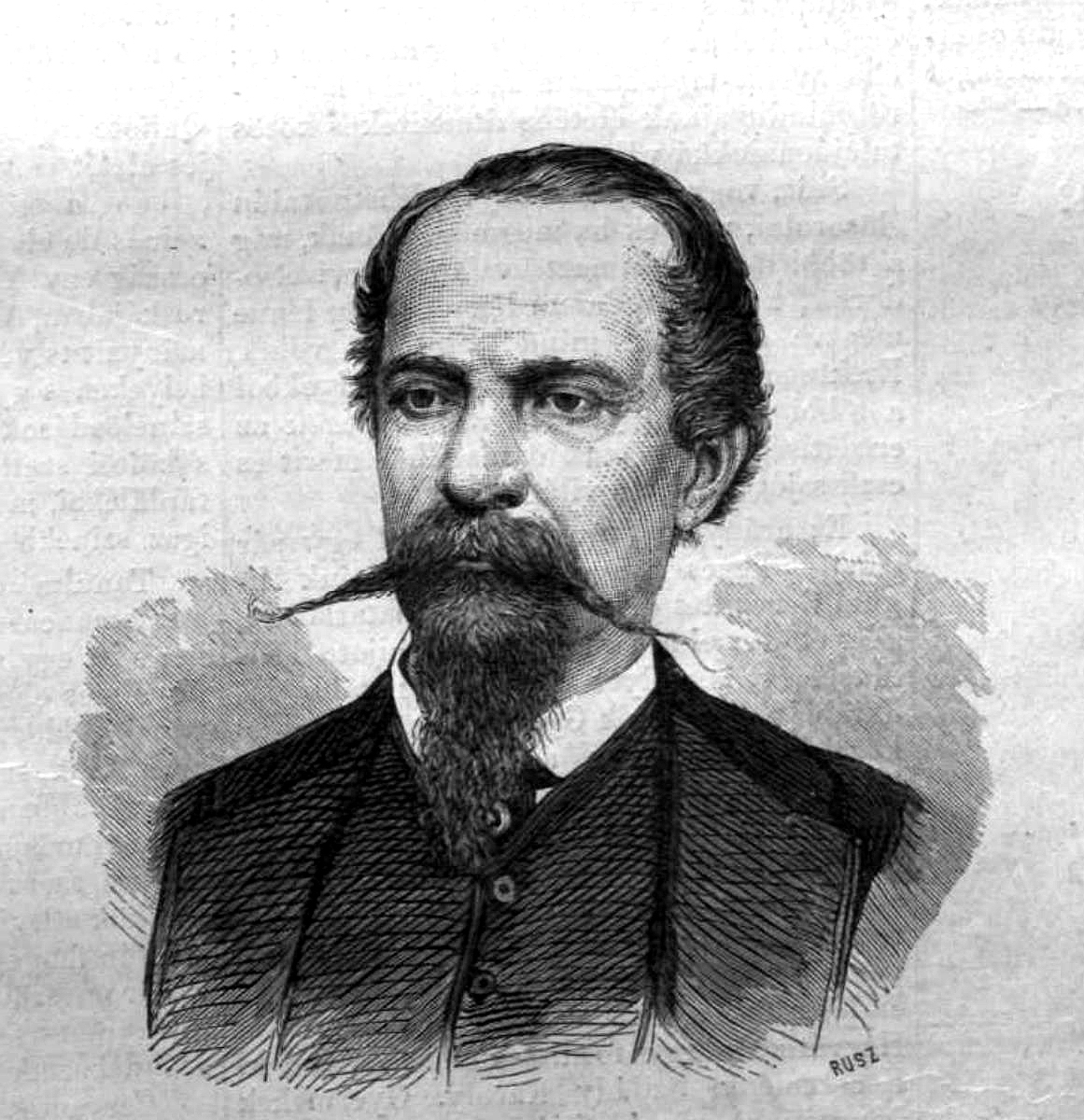
Ráth Károly Budapest első főpolgármestere 1873-ban

- 1.§ Buda és Pest sz. kir. Fővárosok, valamint Ó-Buda mezőváros és a Margitsziget, ez utóbbiak Pest vármegyéből kikebeleztetvén. Buda-Pest főváros név alá egy törvényhatósággá egyesíttetnek.
- 2.§ Az ekkép alakított főváros, mint önálló törvényhatóság… gyakorolni fogja a törvény korlátai közt:
  - a, az önkormányzatot
  - b, az állami közigazgatás közvetítését
  - c, foglalkozhat ezen kívül egyéb közérdekű, sőt országos ügyekkel…

- 3. § Önkormányzati jogánál fogva a főváros saját belügyeiben önállólag intézkedik, határoz és szabályrendeletet alkot, s határozatait és szabályrendeleteit saját közegei által hajtja végre…

1873. január 1-jei hatállyal Pest, Buda és Óbuda egyesült Budapest néven. November 17-én az új testület átvette az egyesített főváros irányítását.
Eközben a Széchenyi lánchíd pesti hídfőjének partfala és a Belgrád rakpart után, az 1870. évi X. törvénycikk alapján a Duna belvárosi szakaszán mindkét oldalon kiépültek a rakpartok, a későbbi évtizedekben pedig a folyamszabályozáshoz kapcsolódó árvízvédelmi rendszer fővárosi védművei. Az 1860-as évektől Pest városa, az 1867-es kiegyezést követően az állam támogatásával kapott lendületet, majd az 1873-as egyesülést követően Budapest vezetése folytatta a munkálatokat.
Az egyre növekvő városban különösen a tömegközlekedés fejlesztésére kellett hangsúlyt fektetni. 1874-ben adták át a fogaskerekű vasutat, 1877-ben megnyílt a Nyugati, 1884-ben pedig a Keleti pályaudvar. A kulturális élet is fellendült, szintén 1884-ben adták át az Operaházat az Andrássy úton. 1887-ben az országban elsőként, megindult a villamosközlekedés. Az 1880-as évek elejéig folytatólagosan voltak számozva a házak egy-egy városrészen belül. A város képe látványosan megváltozott. Egyik évről a másikra nőttek ki a semmiből egész városrészek sokemeletes bérpalotákkal, üzletekkel, forgalmas utcákkal. A gyors növekedést sokan az amerikai fejlődéshez hasonlították, a külső Erzsébetváros egy részét például csak „Csikágó” néven emlegették a gyorsan felépülő amerikai Chicago szabályos háztömbjei és sakktáblaszerű utcahálózata miatt.
A nemzeti polgárosodás a 19. század végére mindent áthatott. A város régi iparos és munkás lakosságának addigi nyelve főleg a német volt, ahogyan a tömegesen Budapestre érkező új lakók között is nagy számban voltak svábok, zsidók, cipszerek. Az 1880-as évek táján a város németajkú lakóinak zöme szinte egy nemzedék alatt váltott nyelvet. A kerületek neve és az utcanevek is magyarrá váltak. A századfordulóra több mint 700 000 lakosú világvárossá fejlődött Budapest. Európa-szerte híres volt pezsgő kulturális életéről, kávéházairól, gyógyfürdőiről, szórakozóhelyeiről és éjszakai életéről.
1896-ban rendezték meg a Ezredévi Kiállítást, amely a honfoglalás millenniuma alkalmából az ország ezeréves gazdasági és szellemi fejlődését ünnepelte, de valójában inkább az elmúlt húsz év rendkívüli fejlődésén alapult. Az egész történelmi Magyarország területéről milliók látogatták meg az impozáns kiállítást és egyben megcsodálták a szépülő Budapestet, a Sugárutat (mai Andrássy út), a kontinens első földalatti vasútját, az új Ferenc József hidat (a mai Szabadság híd) a Műcsarnokot, a Halászbástya építését és a félkész Országházat is.

## A 20. század
A 20. század első felében folytatódott a kiegyezés után lendületet kapó fejlődés, például 1909 és 1910 között bevezették az elektromos közvilágítást. Az első világháború és az azt követő események, a Tanácsköztársaság és a Trianoni békeszerződés azonban megakasztották a város addigi fejlődését. A lakosság viszont az elszakított országrészekből menekülőkkel is növekedett, és az 1930-as évekre meghaladta az egymilliót. A tömeges lakásigény miatt megépültek az első lakótelepek, például a Wekerletelep és az Állami lakótelep is. Szegények tömegei éltek nyomornegyedekben is (például a Mária Valéria lakótelep). Sokan laktak pályaudvarokon, vasúti vagonokban. 1924-ben megalakult a Magyar Nemzeti Bank, 1925-ben pedig megkezdte adását a Magyar Rádió. 1933-ban megkezdődött a Tabán bontása.

### Budapest ostroma
A háborús front – a korábbi amerikai szőnyegbombázásokat nem számítva – 1944-ben ért Budapestre. A német megszállást a szovjetek uralma vette át. A száz napos heves téli ostrom során a város több mint százezer civil lakosa vesztette életét a bombázásokban, a januárra kialakult éhezésben, a nyilas terror zsidók ellen elkövetett tömeggyilkosságai, majd a szovjet katonák nőket sújtó kegyetlenkedései során. Rengeteg civilt deportáltak német koncentrációs táborokba, majd a Szovjetunió munkatáboraiba. A harcokat követően Malinovszkij marsall mintegy 100 000 polgári lakost gyűjtetett össze és hurcoltatott el, hadifogolynak beállítva őket. A budapesti gettó halálraítéltjei (főleg gyerekek, nők és idősek) közül kb. 70 000 ember élte túl a borzalmakat, amiben többeknek is részük volt, például Raoul Wallenberg svéd követségi tanácsosnak. A háború során Budapest valamennyi hídja, a Budai Vár, valamint a középületek és lakóépületek közel 40 százaléka semmisült meg teljesen. A belső kerületek szinte minden utcájában maradtak helyreállíthatatlanul elpusztított épületek. A bombabiztos Sziklakórház azonban az ostrom teljes ideje alatt ellátta a sérülteket.

### A szocializmus időszaka

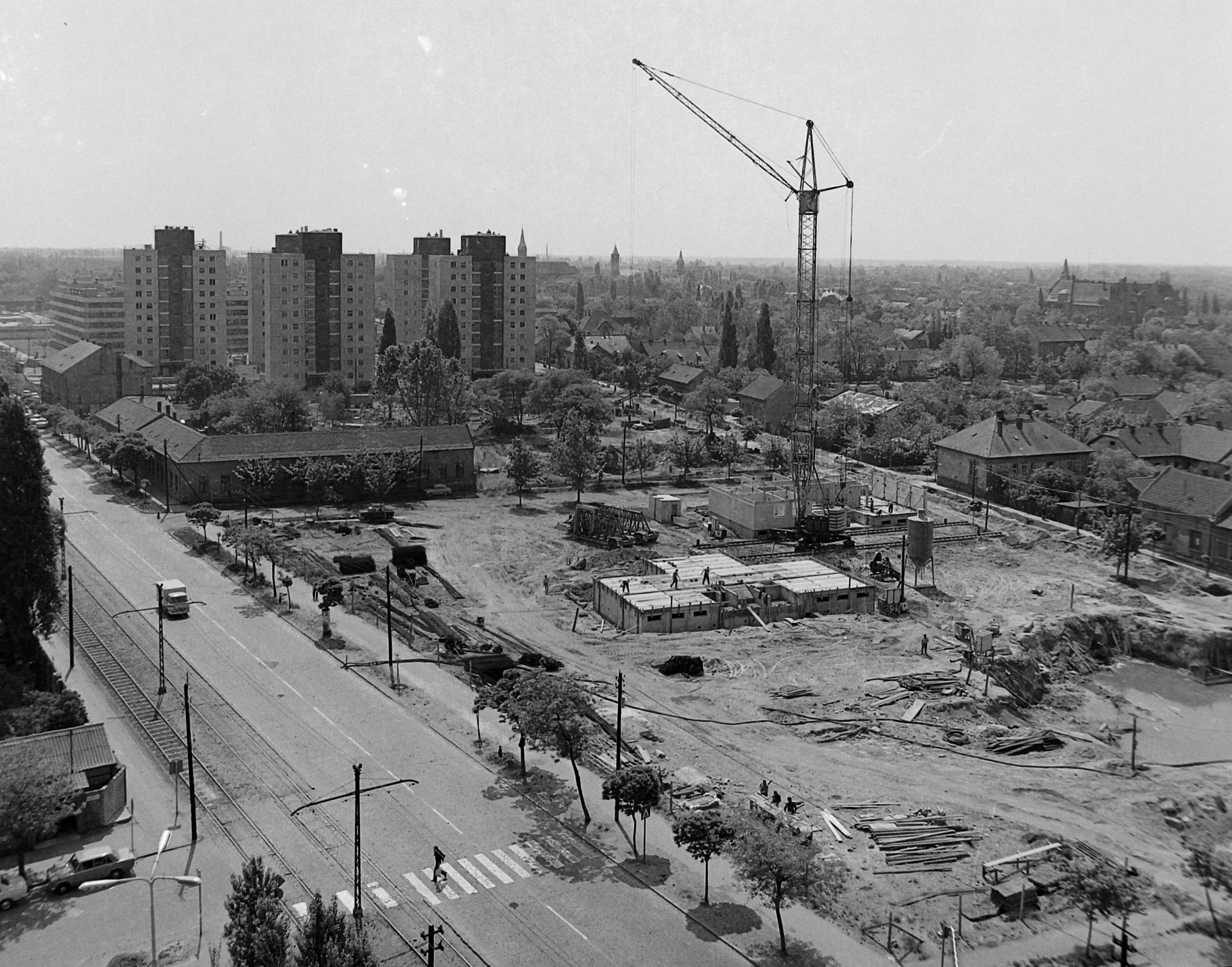
A kispesti lakótelep építése

1950. január 1-jén a főváros körül elhelyezkedő 23 település hozzácsatolásával létrejött az úgynevezett Nagy-Budapest. Ekkor a főváros 60 százalékos arányban járult hozzá az ország ipari teljesítményéhez.
Az 1956-os forradalom fő gócpontja Budapest volt. Az 1960-as évek második felére fejeződött be a második világháborús károk helyreállítása. Újjáépültek a hidak, utolsóként 1964-ben az Erzsébet híd. 1970-ben átadták az M2-es metró vonalának első szakaszát, majd 1976-ban pedig az M3-as metróvonal első szakaszán indult meg a forgalom. Budapest lakossága 1980-ban érte el a növekedési csúcspontját, az 1960-as évektől lassult a népességnövekedés, ugyanis adminisztratív eszközökkel próbálták visszafogni a bevándorlást a nagyobb lakáshiány elkerülése céljából, lakást főleg budapesti, vagy legalább 5 éve Budapesten dolgozó személynek utaltak ki, így megkezdődött a városkörnyéki falvak, kisvárosok népességének gyors növekedése. A lakáshiány lakótelepek felépítését tette szükségessé, mint például Békásmegyer, Újpalota, Újpest, Gazdagrét, Kelenföld, Lágymányos, Rákosfalva, József Attila-lakótelep. Ezeket a lakótelepeket főleg a belső kerületekből és a város más részeiből átköltöző és családot alapító fiatal házasok népesítették be.

## A rendszerváltástól napjainkig
Budapest a rendszerváltás során az ország más részeihez képest jobban növelte fejlettségét, előnyös gazdasági lehetőségeit. A szocialista ipari üzemek bezárásával párhuzamosan ugyanis sok új munkahely is keletkezett, elsősorban a szolgáltatás és a kereskedelem terén. Térségében a legkisebb a munkanélküliség és a legmagasabb az egy főre jutó átlagos jövedelem.
A 2011-est megelőző önkormányzati törvény széles jogosítványokat adott a fővárosi kerületeknek. A Fővárosi Önkormányzat csak nehezen képes önálló várospolitikát folytatni. Kisebbségi önkormányzatok is alakultak, amelyek főleg kulturális téren tevékenykednek. 1994-ben új kerületként önállósult Soroksár.
Demszky Gábor 1990–2010 között volt a főpolgármester. Az ő tevékenysége alatt nagyívű infrastrukturális beruházások kezdődtek Budapesten. Ilyenek voltak például a Hungária körgyűrű, a Nagykörút, a Kisföldalatti felújítása, vagy a Rákóczi híd átadása. 2007-ben évtizedes huzavona után megindult a 4-es metró építése. A BKV szolgáltatási színvonala hosszú távon azonban romlott, annak ellenére, hogy többek között 2005-ben – a VEKE javaslatára – átszervezték az éjszakai tömegközlekedést és új Combino villamosok álltak forgalomba a Nagykörúton. Reprezentatív új középület nagyon kevés épült, például a Nemzeti Színház épülete, a Müpa és az ELTE lágymányosi campusa. A magánberuházásban készült épületek jelentősen átszabták a várost.[forrás?] Bevásárlóközpontok sora épült a város peremén és sok pláza a belvárosban.

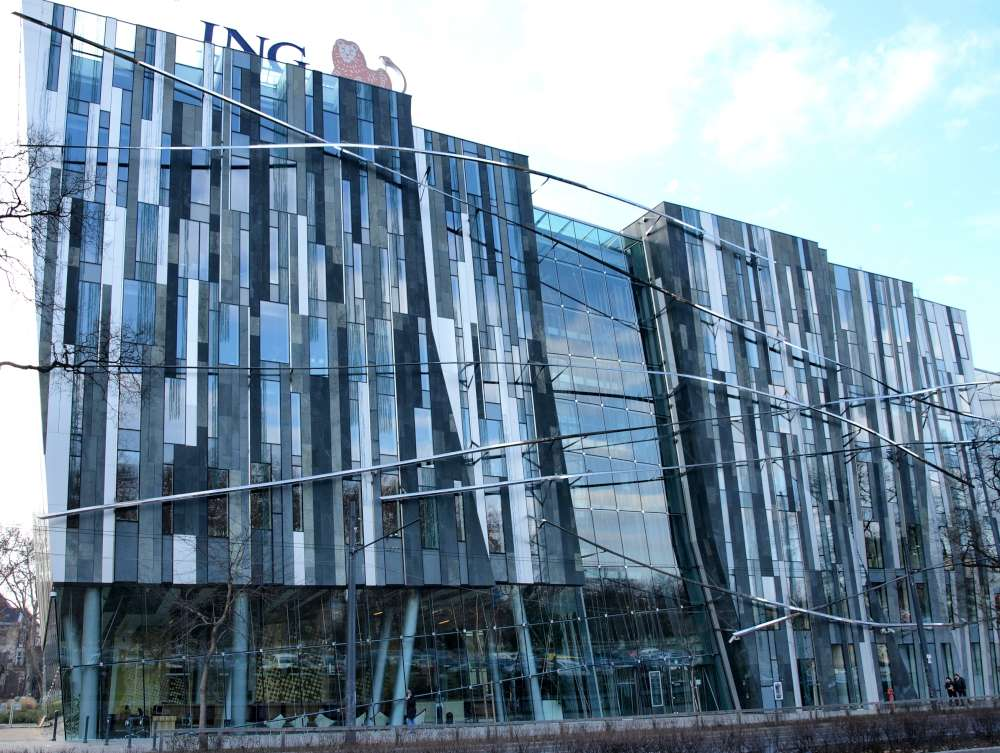
Az ING Bank székháza Budapesten

A legtöbb tanácsi bérlakást privatizálták. Jelentősen felélénkült a fővárosi ingatlanpiac, a lakásárak rohamosan nőttek. Megindult a kiköltözés a fővárosból. Felduzzadt az agglomeráció, lakóparkok sora épült a Budai-hegység falvaiban a módosabb népesség számára. Ezzel párhuzamosan megkezdődött néhány belső városrész rehabilitációja, például VII. kerület és VIII. kerület. A szociális problémák azonban nem csökkentek, az ellátórendszer sorvad. Sok ember él még mindig szegénységben. A rendszerváltás óta az utcákon megjelentek a hajléktalanok és a koldusok.
Európai viszonylatban azonban Bécs jóval fejlettebb maradt továbbra is Budapestnél, Prága pedig hasonló szintről indulva gyorsabb ütemben fejlődik. Húsz év főpolgármesterség után, 2010-ben Demszky Gábort Tarlós István, őt pedig 2019-ben Karácsony Gergely váltotta a főváros élén.